# Aure (Ariège)
Pour les articles homonymes, voir Aure.
L'Aure est une rivière du Sud de la France, dans le département de l'Ariège et un sous-affluent de la Garonne par l'Ariège.

## Géographie
De 14,7 km de longueur, il prend sa source sur la commune de Lescousse dans l'Ariège et se jette dans l'Ariège en rive gauche sur la commune de Saverdun

## Départements et principales communes traversés
- Ariège : Unzent - Saint-Martin-d'Oydes - Esplas - Lescousse - Brie - Saverdun

## Principaux affluents
- Ruisseau Labisse : 2,6 km
- Ruisseau Jantés : 3,8 km